# Вулиця Родини Вороних
Ву́лиця Родини Вороних — вулиця в Деснянському районі міста Києва, селище Биківня. Пролягає від вулиці Радистів до кінця забудови.

## Історія
Вулиця виникла в 2010-ті роки під проектною назвою Проектна 13070. Назва на честь родини Вороних — українського письменника та театрального діяча Миколи Вороного та поета, перекладача Марка Вороного — з 2017 року.